# Goniodoridella
Goniodoridella Pruvot-Fol, 1933 è un genere di molluschi nudibranchi della famiglia Goniodorididae.

## Tassonomia
Comprende le seguenti specie:
- Goniodoridella borealis Martynov, Sanamyan & Korshunova, 2015
- Goniodoridella savignyi Pruvot-Fol, 1933